# Kras, Seeboden am Millstätter See
Kras je naselje v Občini Seeboden am Millstätter See v Okraju Špital ob Dravi  na Koroškem v Avstriji.